# Saluto nazista

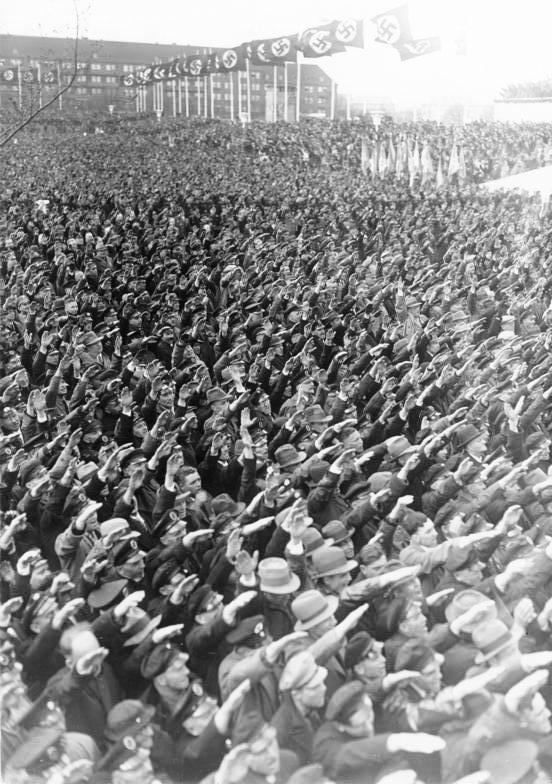
Il saluto nazista ad un raduno a Berlino, nel 1935

Il saluto nazionalsocialista fu adottato in Germania durante gli anni trenta con la manifestazione del nazionalsocialismo; conosciuto anche come Hitlergruß ("saluto di Hitler", in tedesco) o Deutscher Gruß ("saluto tedesco").
Si tratta di un saluto a braccio teso, detto saluto romano. 
Fu adottato dal Partito nazionalsocialista come segno di lealtà verso il Führer Adolf Hitler.
Venne adottato seguendo l'uso dei seguaci del fascismo. Il saluto nazista divenne l'incarnazione del culto della personalità di Hitler, diffuso in tutta la Germania. Il braccio destro era alzato ad un angolo di circa 120 gradi rispetto al torso, ed era accompagnato dall'esclamazione della frase Heil Hitler!; davanti ai superiori bisognava anche battere simultaneamente i tacchi. Durante i comizi e le manifestazioni il gesto era accompagnato dall'urlo ritmico della folla Sieg Heil.

## Origini

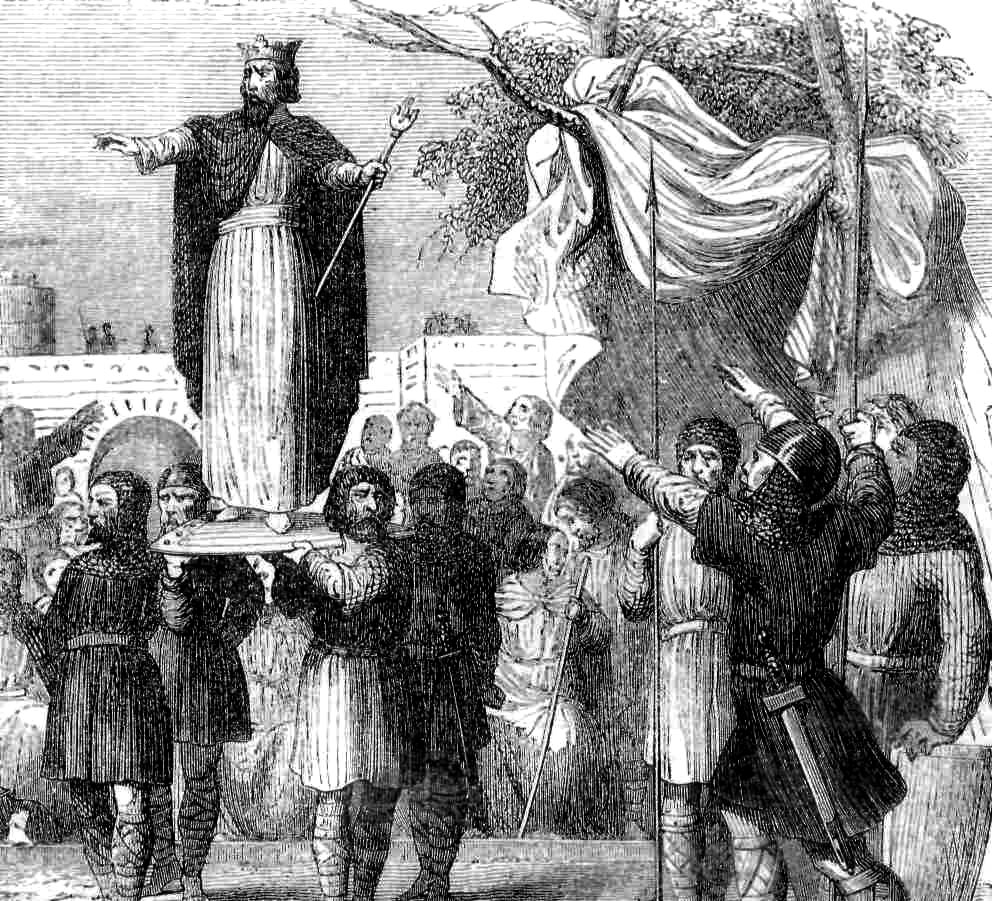
Un'incisione dellIllustrated Exhibitor (1852), con la ricostruzione della cerimonia di insediamento di un re germanico.

I fascisti italiani, che lo adottarono già prima della marcia su Roma, associavano il saluto alle tradizioni dell'antica Roma.
Hitler e il capo delle SS, Heinrich Himmler, credevano, invece, che esso fosse nato nelle adunanze del popolo germanico. Hitler considerava il saluto una dimostrazione dello spirito guerriero dei Germani, mentre Himmler lo credeva una variante del gesto di giuramento, fatto con una lancia sollevata. Questa spiegazione è confermata dagli storici, che hanno dimostrato che, presso i germani, durante l'insediamento di un nuovo re, venivano compiuti dei gesti simili.
Le illustrazioni che ricostruiscono tali eventi e che mostrano il saluto risalgono ad una data precedente alla metà del XIX secolo. Anche la moderna Enciclopedia Brockhaus sostiene la stessa tesi, affermando che il saluto nazista derivasse dal cerimoniale di incoronazione dei primi re germanici medievali, assieme all'esclamazione Heil. Secondo la versione nazista della teoria ariana, anche i sovrani dell'antica Roma provenivano dall'Europa del Nord; così, dal loro punto di vista, era come aver riportato il saluto da Roma alla Germania.
Il saluto a braccio teso era già usato nel giuramento di fedeltà alla bandiera negli Stati Uniti d'America dalla fine del XIX secolo e detto saluto di Bellamy. A causa della evidente similitudine con il saluto romano, venne abrogato nel 1942 e sostituito con la mano sul cuore.

## L'uso durante il Terzo Reich
Negli anni del Terzo Reich, dal 1933 al 1945, il saluto di Hitler era quello più comune. Heil Hitler! (Salute, Hitler!) veniva usato quando il saluto era indirizzato direttamente ad un altro cittadino tedesco, oppure, nelle Waffen-SS, ad un ufficiale di rango superiore. Hitler preferiva Heil, mein Führer! oppure un semplice "Heil!".
Sieg Heil! ("Salve vittoria!") era uno slogan nazista molto comune; veniva ripetuto solitamente tre volte durante i comizi, specialmente dopo i discorsi di Hitler.
Hitler stesso usava spesso il saluto ma, usandolo soprattutto in risposta ad un saluto, egli adottava frequentemente una versione modificata del saluto con il braccio piegato all'altezza del gomito ed il dorso della sua mano piegato indietro verso la spalla.
Per un decreto voluto dal Ministro degli interni del Reich, Wilhelm Frick, il 13 luglio 1933 (un giorno prima dell'abolizione di tutti i partiti non nazisti), tutti gli impiegati pubblici tedeschi furono obbligati ad utilizzare il saluto nazista. Verso la fine del 1934, la Corte Speciale decise di applicare punizioni verso chiunque si rifiutasse di salutare in questo modo. Neanche gli stranieri erano esenti da questo obbligo: per esempio il Console Generale del Portogallo venne malmenato dalla folla perché rimase seduto nella sua auto, rifiutandosi di fare il saluto durante una parata nazista ad Amburgo.
Dopo il complotto del 20 luglio 1944, alle forze armate tedesche venne ordinato di sostituire il tradizionale saluto militare con il saluto hitleriano: l'ordine divenne esecutivo il 24 luglio 1944, quattro giorni dopo l'attentato di Rastenburg. Precedentemente, nella Wehrmacht il saluto era facoltativo.

## Dopo il 1945
Il saluto romano, cui si ispirava il saluto nazista, venne usato in molti paesi in diversi contesti prima della guerra mondiale. In Spagna il saluto fascista venne mantenuto fino al 1975, anno della morte del dittatore Francisco Franco; in Galizia rimase addirittura fino al 2005, durante la presidenza di Manuel Fraga Iribarne.
L'uso del saluto nazista è stato proibito per legge in Germania, Austria e Svizzera dalla fine della seconda guerra mondiale. Le formazioni neonaziste, tuttavia, ne usano ancora delle forme molto simili, sostituendo inoltre la frase Heil Hitler! con il numero 88, che sta per HH (l'ottava lettera dell'alfabeto).

## Satira

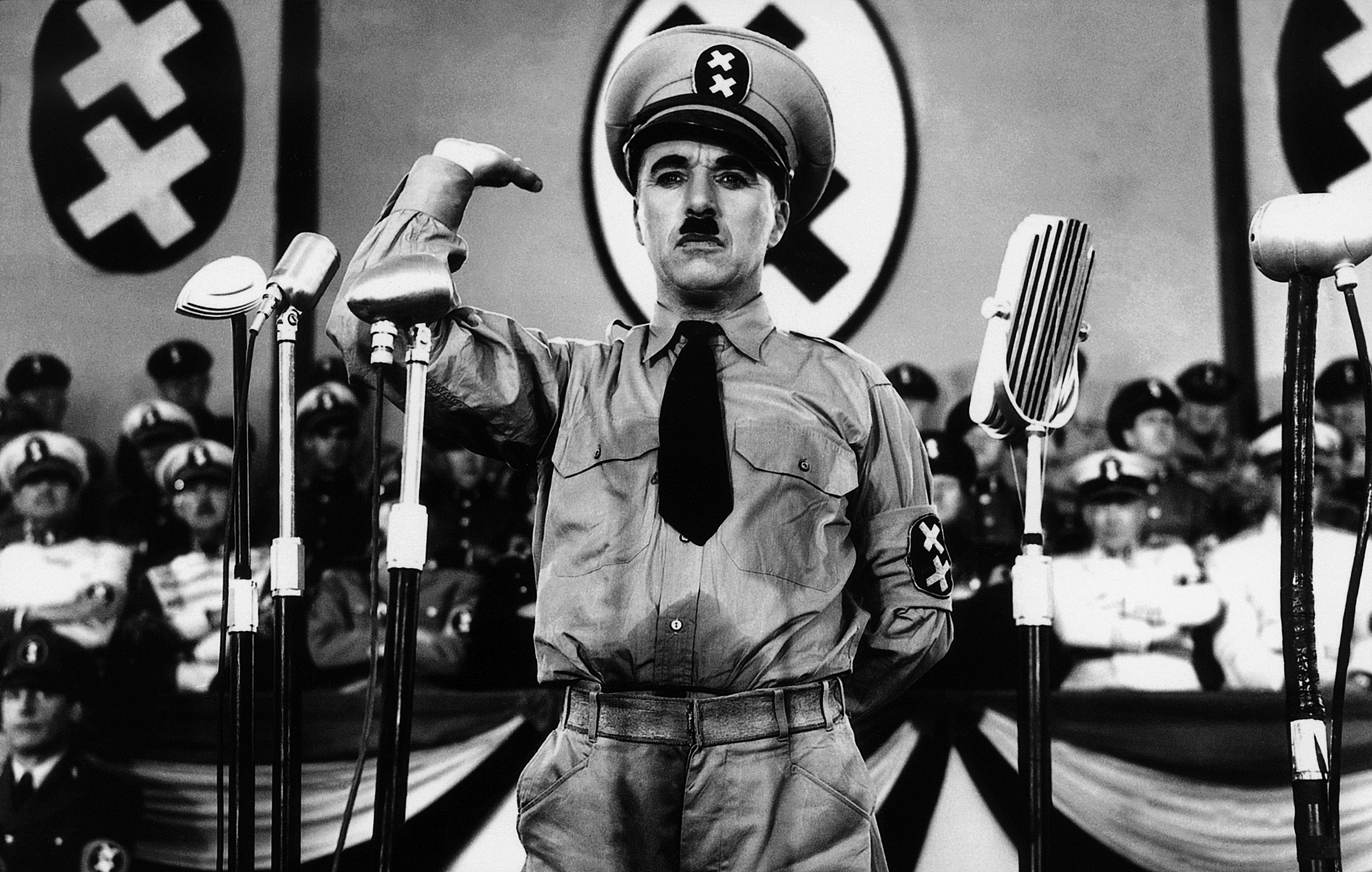
Charlie Chaplin in Il grande dittatore (1940)

Versioni satiriche del saluto si trovano fin dal periodo precedente al 1933, nella propaganda antinazista in Germania: un fotomontaggio dell'artista John Heartfield, dal titolo Der Sinn des Hitlergrußes ("Il significato del saluto hitleriano"), mostra un piccolo Hitler nell'atto tipico di rispondere al saluto come sopra descritto, mentre, alle sue spalle, vi è l'enorme sagoma di un esponente dell'alta finanza (di cui non si vede la testa) che sta posando nella sua mano aperta del denaro; la vignetta voleva così denunciare la presenza, dietro il Partito nazista, di forze del capitalismo (un'altra didascalia dell'immagine recita "Dietro di me stanno milioni", un sottinteso che fa riferimento non alle folle di seguaci, come intendeva Hitler, ma ai marchi del sostegno capitalista).
Durante la seconda guerra mondiale, personalità del blocco politico degli Alleati si presero spesso gioco del saluto per attaccare o parodiare i nazisti: nel film Il grande dittatore di Charlie Chaplin (1940) il personaggio di "Adenoid Hynkel", una chiara parodia di Adolf Hitler, spesso dà origine a situazioni comiche usando il suo buffo saluto.
Anche dopo la guerra le parodie continuarono. Ne sono esempi il film Stalag 17 - L'inferno dei vivi di Billy Wilder, o la commedia nera Il dottor Stranamore, ovvero: come imparai a non preoccuparmi e ad amare la bomba, di Stanley Kubrick. Il protagonista di quest'ultima è uno scienziato pazzo nazista reclutato dagli americani dopo la guerra, affetto da una curiosa sindrome: il suo braccio destro si muove senza che egli possa controllarlo, esprimendo i suoi desideri inconsci (fra cui darsi un pugno e, appunto, fare il saluto hitleriano). Stranamore cerca di trattenerlo con il braccio sinistro quando all'improvviso si alza: questo gesto è interpretabile come la volontà di tenere nascosta la sua adesione al nazismo.
Nella cultura attuale il saluto hitleriano viene spesso usato in modo scherzoso, ma tale umorismo non è sempre apprezzato: spesso implica che la persona cui viene rivolto si comporta come "un piccolo Hitler", cioè in modo prepotente e dittatoriale; nel Regno Unito è abituale rendere palese questo intento satirico del saluto mettendo contemporaneamente l'indice della mano sinistra sotto il naso, per imitare i caratteristici baffetti di Hitler (un esempio nell'episodio The Germans della sit-com Fawlty Towers).
Anche le frasi "Sieg Heil" e "Heil Hitler" vengono oggi spesso usate con scopi umoristici, sebbene spesso possano essere considerate offensive. Il confine fra umorismo e cattivo gusto, in questi casi, è molto sottile, e parecchi comici che l'hanno usato nei loro sketch sono stati talvolta accusati di antisemitismo (ad esempio il comico francese Dieudonné M'bala M'bala con il suo controverso sketch "Isra-Heil").
In Germania, sebbene la sensibilità su questi temi sia molto attenta, circola la versione "Sieg Geil" (geil in tedesco significa "lascivo", "libidinoso"), che allude all'esuberante vita sessuale di alcuni gerarchi nazisti come Joseph Goebbels.
Nel mondo fittizio dei fumetti di casa Marvel, il Teschio Rosso, acerrimo nemico di Capitan America ed ex gerarca nazista, usa e fa usare dalla sua associazione terroristica (HYDRA) il saluto "Heil Hydra!".
Nei cortometraggi la Disney usa questo saluto nel cortometraggio di Paperino chiamato "The Fuhrer face".